# 西村恕彦
西村 恕彦（にしむら ひろひこ、1935年3月15日 - 2019年12月23日）は、日本の計算機科学者。機械翻訳や、COBOLをはじめとするプログラム言語、情報処理に関わる用語、文字コード等の標準化を研究分野とした。

## 来歴
石川県金沢市に生まれる。父は旧制金沢医科大学（現・金沢大学）の医師であった。父の転勤により、富山市に移る。太平洋戦争中の1945年に魚津市にある母方の実家に疎開した。富山市立芝園中学校の1期生となり、校章をデザインする。
東京都立両国高等学校を経て東京大学に進学。1958年に東京大学理学部地質学科を卒業する。卒業後は東京大学文学部心理学科大学院に進み、1961年に修了した（修士号取得）。
大学院修了後に日本アイ・ビー・エムに入社して、情報処理技術の業務に携わった。1963年に通商産業省工業技術院電子技術総合研究所（現・産業技術総合研究所）に入所する。在籍中に工学博士号を取得した。
1969年、日本工業標準調査会臨時委員に任命され、情報処理全般に関わる規格の制定・標準化の仕事に関わる。
1978年4月、東京農工大学工学部教授に就任。数理情報工学科の創設に参画するとともに、情報処理教育を担当した。在職中に蒐集した「西村コンピュータコレクション」は、情報処理学会の2008年度「分散コンピュータ博物館」に認定され、2024年現在は同学科の後身である知能情報システム工学科が保管している。1996年1月に脳内出血に見舞われて左半身が不随となり、車椅子の生活となる。1998年に東京農工大学を定年退官し、名誉教授となる。
2001年、情報処理学会フェローに選出される。

## 著書

### 共著・編著
- 『定本 入門 COBOL』（植村俊亮との共著）オーム社、2012年
- 『人文科学のFORTRAN77』（単著）東京大学出版会、1978年

## 賞典
- 藍綬褒章 - 2000年[1]